# Thomas Linley
Thomas Linley (17 de gener de 1733 - Londres, 19 de novembre de 1795) fou un compositor anglès.
Era fill d'un ebenista i en un principi continuà la mateix professió que el seu pare, però havent escoltat a un organista de Bath, des d'aquell dia va resoldre ser músic, i després d'acabar els seus estudis es dedicà a l'ensenyança i a la composició.
Va tenir 12 fills entre ells dos també foren compositors (Thomás i en Wilhelm i a més era sogre d'en Sheridan. Les composicions de Linley es distingeixen per la seva tendra melangia i originalitat, que l'ubiquen en primera línia entre els compositors anglesos.
A més de diverses col·leccions de melodies, madrigals, cantates, etc.. deixà les òperes següents:
- The Duenna, (Londres, 1775).
- El Carnaval de Venècia, (Londres, 1781).
- Geatle Shepherd, (Londres, 1781).
- The Triumph of mirth, (Londres, 1782).
- The Spanish Maid, (Londres, 1783).
- Selima nad Azor, (Londres, 1784).
- Tom Jones, (Londres, 1785).
- Spanish Rival, (Londres, 1785).
- Strangers at home, (Londres, 1785).
- Love in the East, (Londres, 1788).